# Susan Hoecke
Susan Hoecke es una actriz alemana, más conocida por haber interpretado a Viktoria Tarrasch en la serie Sturm der Liebe. 

## Biografía
En 2007 salió brevemente con el actor Jude Law.

## Carrera
En 2007 se unió al elenco de la serie alemana Sturm der Liebe, donde interpretó a Viktoria Tarrasch hasta 2009. En diciembre de 2008, junto con el comediante Oliver Pocher, participó en el programa Stars In Der Manege At Circus Crone en Alemania.
En 2013 se unió al elenco principal de la serie australiana Reef Doctors, donde interpretó a la estudiante de medicina alemana de cuarto año Freya Klein hasta el final de la serie. Ese mismo año se unió al elenco de la serie alemana Sekretärinnen - Überleben von 9 bis 5, donde interpreta a Nicole Sane.

## Filmografía
Series de televisión
| Año             | Serie                                    | Personaje          | Notas                              |
| --------------- | ---------------------------------------- | ------------------ | ---------------------------------- |
| 2013 - presente | Sekretärinnen - Überleben von 9 bis 5    | Nicole Sane        | 3 episodios                        |
| 2013            | Bienvenida al pueblo, doctora            | Dra. Silke Brenner | 4 episodios                        |
| 2013            | Reef Doctors                             | Freya Klein        | 13 episodios                       |
| 2011            | Alarm für Cobra 11 - Die Autobahnpolizei | Ellen              | episodio "In Vogue"                |
| 2011            | Die Rosenheim-Cops                       | Mona Lehrmann      | episodio "Der Preis der Schönheit" |
| 2011            | Utta Danella                             | Sandra             | episodio "Wachgeküsst"             |
| 2007 - 2009     | Sturm der Liebe                          | Viktoria Tarrasch  | 37 episodios                       |
| 2009            | Der Lehrer                               | Corinna Sabic      | 4 episodios                        |
| 2004 - 2007     | 18 - Allein unter Mädchen                | Billy              | 20 episodios                       |
| 2006            | Der Ferienarzt                           | Luisa Guerri       | episodio "...in der Toskana"       |
| 2006            | In aller Freundschaft                    | Julia Ehling       | episodio "Neuanfang"               |
| 2005            | Bewegte Männer                           | Junge Mutter       | episodio "Das Wunder von Köln"     |

Películas
| Año  | Título                           | Personaje  | Notas                                                                            |
| ---- | -------------------------------- | ---------- | -------------------------------------------------------------------------------- |
| 2016 | Todos quieren a Elin             | Elin       | junto a Niko Rogner, Friederich von Thun, Christoph Mory & Aleksandar Radenkovic |
| 2013 | The Sweet Shop                   | Simone     | junto a Gemma Atkinson, Seb Hurtado, Matthew Lewis & Vanessa Haywood             |
| 2012 | Alles Bestens                    | Mia Brandt | junto a Ann-Kathrin Kramer, Stephan Kampwirth, Marija Mauer & Finn Honold        |
| 2005 | Crazy Partners                   | Bea        | junto a Steffen Groth, Mareike Fell & Udo Schenk                                 |
| 2005 | Sex Up - ich könnt' schon wieder | Natascha   | junto a André Kaminski & Jacob Matschenz                                         |

Apariciones
| Año  | Título                              | Notas                                |
| ---- | ----------------------------------- | ------------------------------------ |
| 2008 | Stars In Der Manege At Circus Crone | junto a Oliver Pocher - participante |

## Premios y nominaciones
| Año  | Categoría    | Premio                        | Serie | Resultado |
| ---- | ------------ | ----------------------------- | ----- | --------- |
| 2009 | Best Actress | Napoli Cultural Classic Award | -     | Ganadora  |